# Martha Sălcudean
Martha Sălcudean (născută Abel; n. 26 februarie 1934, Cluj, România – d. 17 iulie 2019) a fost o expertă recunoscută la nivel internațional în mecanica fluidelor numerică. A fost prima femeie șef al unui departament de inginerie universitară din Canada.
Sălcudean s-a născut în 1934 în Cluj, într-o familie evreiască. A supraviețuit lagărului de concentrare Bergen-Belsen și, ulterior, regimului totalitar, înainte de a se muta în Canada în 1976. Sălcudean a primit mai multe premii provinciale și naționale de inginerie în Canada.
Sălcudean s-a stins din viață pe 17 iulie 2019.

## Educație
Înainte de a se muta în Canada, Sălcudean a studiat pentru diploma de licență în inginerie mecanică la Institutul Politehnic Cluj. Ulterior a urmat și cursuri de master în inginerie mecanică.

## Carieră
Sălcudean a fost profesor la Universitatea din Ottawa timp de nouă ani înainte de a se muta la Universitatea din Columbia Britanică (UBC), unde a fost prima femeie șef al departamentului de inginerie al unei universități canadiene.
Pentru reputația sa în domeniile mecanicii computaționale a fluidelor și transferului de căldură, a primit mai multe premii, printre care medalia comemorativă pentru a 125-a aniversare a Confederației Canadiene, Medalia Julian C. Smith a Institutului de Inginerie al Canadei pentru „Realizări în Dezvoltarea Canadei”, Premiul pentru Realizări Merituoase al APEG BC⁠(d) și Premiul Național Memorial Izaak Walton Killam în inginerie.
Sălcudean a fost distinsă cu Ordinul Columbiei Britanice în 1998 și a devenit ofițer al Ordinul Canadei în 2004. De asemenea, a primit doctorate onorifice de la Universitatea din Ottawa, Universitatea din Waterloo și UBC și a fost membru în Societatea Regală a Canadei și Academia Canadiană de Inginerie.